# 1951年フランスグランプリ
1951年フランスグランプリ (XXXVIII GRAND PRIX DE L'A.C.F.) は、1951年F1世界選手権の第4戦として、1951年7月1日にランス・グーで開催された。アルファロメオをドライブするファン・マヌエル・ファンジオとルイジ・ファジオーリが優勝したが、車両共有したドライバーが優勝した最初のグランプリであった。
レースはまた、「ヨーロッパグランプリ」として開催され、アルド・ゴルディーニ、アンドレ・シモン、オノフレ・マリモンのデビュー戦でもあった。ファジオーリの優勝は彼にとって初のものであり、世界選手権で優勝した最高齢ドライバーという記録にもなった。これは2014年現在破られていない。
またこのレースは総距離が最長のF1グランプリである。4.856マイルのランス・グーを77周し、総距離は373マイルになった。

## レース概要
レース開始から約10ラップで、ファンジオ車のエンジンが不調をきたす。ファンジオはピットインしマグネトーを交換したが、1周後に再び停止した。ファジオーリは給油のためストップしたが、チームは車を交換するよう命じた。フェラーリの給油ストップとトラブルで、ファンジオはリードを築き優勝することができた。ファンジオが最初にドライブしていた車を引き継いだファジオーリは22周遅れの11位でフィニッシュした。

## エントリーリスト
| No       | ドライバー                       | チーム                   | コンストラクター     | シャシー                 | エンジン                         | タイヤ |
| -------- | -------------------------------- | ------------------------ | -------------------- | ------------------------ | -------------------------------- | ------ |
| 2        | ニーノ・ファリーナ               | アルファロメオ SpA       | アルファロメオ       | アルファロメオ・159A     | アルファロメオ 1.5 L8s           | P      |
| 4        | ファン・マヌエル・ファンジオ1    | アルファロメオ SpA       | アルファロメオ       | アルファロメオ・159A     | アルファロメオ 1.5 L8s           | P      |
| 6        | コンサルボ・サネージ             | アルファロメオ SpA       | アルファロメオ       | アルファロメオ・159      | アルファロメオ 1.5 L8s           | P      |
| 8        | ルイジ・ファジオーリ2            | アルファロメオ SpA       | アルファロメオ       | アルファロメオ・159B     | アルファロメオ 1.5 L8s           | P      |
| 10       | ルイジ・ヴィッロレージ           | スクーデリア・フェラーリ | フェラーリ           | フェラーリ・375          | フェラーリ Type 375 4.5 V12      | P      |
| 12       | アルベルト・アスカリ             | スクーデリア・フェラーリ | フェラーリ           | フェラーリ・375          | フェラーリ Type 375 4.5 V12      | P      |
| 14       | フロイラン・ゴンザレス3          | スクーデリア・フェラーリ | フェラーリ           | フェラーリ・375          | フェラーリ Type 375 4.5 V12      | P      |
| 16       | ピエロ・タルッフィ4              | スクーデリア・フェラーリ | フェラーリ           | フェラーリ・375          | フェラーリ 375 F1 4.5 V12        | P      |
| 18       | トゥーロ・デ・グラッフェンリート | エンリコ・プラーテ       | マセラティ           | マセラティ・4CLT-50      | マセラティ 4 CL 1.5 L4s          | P      |
| 20       | ハリー・シェル                   | エンリコ・プラーテ       | マセラティ           | マセラティ・4CLT-48      | マセラティ 4 CL 1.5 L4s          | P      |
| 22       | プリンス・ビラ4                  | エキュリー・シャム       | マセラティ           | マセラティ・4CLT-48      | マセラティ 4 CL 1.5 L4s          | P      |
| 24       | ピーター・ホワイトヘッド         | グラハム・ホワイトヘッド | フェラーリ           | フェラーリ・125          | フェラーリ 125 F1 1.5 V12s       | D      |
| 26       | レグ・パーネル5                  | G. A. ヴァンダーヴェル   | フェラーリ           | フェラーリ・375 tw       | フェラーリ Type 375 4.5 V12      | P      |
| 28       | ジョニー・クレエ                 | エキュリー・ベルゲ       | タルボ・ラーゴ       | タルボ・ラーゴ T26C-DA   | タルボ 23CV 4.5 L6               | D      |
| 30       | ロベール・マンヅォン             | エキップ・ゴルディーニ   | シムカ・ゴルディーニ | シムカ・ゴルディーニ T15 | シムカ・ゴルディーニ 15C 1.5 L4s | E      |
| 32       | モーリス・トランティニアン       | エキップ・ゴルディーニ   | シムカ・ゴルディーニ | シムカ・ゴルディーニ T15 | シムカ・ゴルディーニ 15C 1.5 L4s | E      |
| 34       | アンドレ・シモン                 | エキップ・ゴルディーニ   | シムカ・ゴルディーニ | シムカ・ゴルディーニ T15 | シムカ・ゴルディーニ 15C 1.5 L4s | E      |
| 36       | アルド・ゴルディーニ             | エキップ・ゴルディーニ   | シムカ・ゴルディーニ | シムカ・ゴルディーニ T11 | シムカ・ゴルディーニ 15C 1.5 L4s | E      |
| 38       | フィリップ・エタンセラン         | フィリップ・エタンセラン | タルボ・ラーゴ       | タルボ・ラーゴ T26C-DA   | タルボ 23CV 4.5 L6               | D      |
| 40       | ルイ・ロジェ                     | エキュリー・ロジェ       | タルボ・ラーゴ       | タルボ・ラーゴ T26C-DA   | タルボ 23CV 4.5 L6               | D      |
| 42       | ルイ・シロン                     | エキュリー・ロジェ       | タルボ・ラーゴ       | タルボ・ラーゴ T26C      | タルボ 23CV 4.5 L6               | D      |
| 44       | ユージェン・シャブー6            | ユージェン・シャブー     | タルボ・ラーゴ       | タルボ・ラーゴ T26C-GS   | タルボ 23CV 4.5 L6               | D      |
| 46       | イブ・ジロー・カバントゥ         | イブ・ジロー・カバントゥ | タルボ・ラーゴ       | タルボ・ラーゴ T26C      | タルボ 23CV 4.5 L6               | D      |
| 48       | ギ・メレッス                     | イブ・ジロー・カバントゥ | タルボ・ラーゴ       | タルボ・ラーゴ T26C      | タルボ 23CV 4.5 L6               | D      |
| 50       | オノフレ・マリモン               | スクーデリア・ミラノ     | マセラティ-ミラノ    | マセラティ・4CLT-50      | ミラノ 1.5 L4s                   | P      |
| Sources: |                                  |                          |                      |                          |                                  |        |

^1 - ファン・マヌエル・ファンジオは予選と決勝の15ラップをアルファロメオ4番車でドライブした。決勝の残り40ラップはルイジ・ファジオーリがドライブした。
^2 - ルイジ・ファジオーリは予選と決勝の20ラップをアルファロメオ8番車でドライブした。決勝の残り57ラップはファン・マヌエル・ファンジオがドライブした。
^3 - フロイラン・ゴンザレスは予選と決勝の35ラップをフェラーリ14番車でドライブした。自身の車が既にリタイアしていたアルベルト・アスカリが残り42ラップをドライブした。
^4 - ピエロ・タルッフィとプリンス・ビラはプラクティス前に撤退した。
^5 - レグ・パーネルは予選と決勝の全てをフェラーリ26番車でドライブした。ブライアン・ショウ・テイラーがプラクティスで走行したが、決勝には参加しなかった。
^6 - ユージェン・シャブーは予選と決勝の全てをタルボ・ラーゴ44番車でドライブした。リュシアン・ヴァンサンが交代ドライバーとしてリストアップされたが、グランプリには参加しなかった。

## 結果

### 予選
| 順位 | No | ドライバー                       | チーム                | タイム | 差     |
| ---- | -- | -------------------------------- | --------------------- | ------ | ------ |
| 1    | 24 | ファン・マヌエル・ファンジオ     | アルファロメオ        | 2:25.7 | -      |
| 2    | 2  | ニーノ・ファリーナ               | アルファロメオ        | 2:27.4 | + 1.7  |
| 3    | 12 | アルベルト・アスカリ             | フェラーリ            | 2:28.1 | + 2.4  |
| 4    | 10 | ルイジ・ヴィッロレージ           | フェラーリ            | 2:28.5 | + 2.8  |
| 5    | 6  | コンサルボ・サネージ             | アルファロメオ        | 2:28.9 | + 3.2  |
| 6    | 14 | フロイラン・ゴンザレス           | フェラーリ            | 2:30.8 | + 5.1  |
| 7    | 8  | ルイジ・ファジオーリ             | アルファロメオ        | 2:33.1 | + 7.4  |
| 8    | 42 | ルイ・シロン                     | タルボ・ラーゴ-タルボ | 2:43.7 | + 18.0 |
| 9    | 26 | レグ・パーネル                   | フェラーリ            | 2:44.0 | + 18.3 |
| 10   | 38 | フィリップ・エタンセラン         | タルボ・ラーゴ-タルボ | 2:44.8 | + 19.1 |
| 11   | 46 | イブ・ジロー・カバントゥ         | タルボ・ラーゴ-タルボ | 2:45.7 | + 20.0 |
| 12   | 28 | ジョニー・クレエ                 | タルボ・ラーゴ-タルボ | 2:46.6 | + 20.9 |
| 13   | 40 | ルイ・ロジェ                     | タルボ・ラーゴ-タルボ | 2:48.0 | + 22.3 |
| 14   | 44 | ユージェン・シャブー             | タルボ・ラーゴ-タルボ | 2:49.6 | + 23.9 |
| 15   | 50 | オノフレ・マリモン               | マセラティ-ミラノ     | 2:49.9 | + 24.2 |
| 16   | 18 | トゥーロ・デ・グラッフェンリート | マセラティ            | 2:50.1 | + 24.4 |
| 17   | 36 | アルド・ゴルディーニ             | シムカ・ゴルディーニ  | 2:50.3 | + 24.6 |
| 18   | 32 | モーリス・トランティニアン       | シムカ・ゴルディーニ  | 2:50.4 | + 24.7 |
| 19   | 48 | ギ・メレッス                     | タルボ・ラーゴ-タルボ | 2:58.4 | + 32.7 |
| 20   | 24 | ピーター・ホワイトヘッド         | フェラーリ            | 2:59.0 | + 33.3 |
| 21   | 34 | アンドレ・シモン                 | シムカ・ゴルディーニ  | 2:59.5 | + 33.8 |
| 22   | 20 | ハリー・シェル                   | マセラティ            | 3:02.0 | + 36.3 |
| 23   | 30 | ロベール・マンヅォン             | シムカ・ゴルディーニ  | 3:06.0 | + 40.3 |

### 決勝
| 順位 | No | 国籍                            | ドライバー                                        | チーム                | 周回 | タイム/リタイア原因 | グリッド | ポイント |
| ---- | -- | ------------------------------- | ------------------------------------------------- | --------------------- | ---- | ------------------- | -------- | -------- |
| 1    | 8  | イタリアの旗 · アルゼンチンの旗 | ルイジ・ファジオーリ ファン・マヌエル・ファンジオ | アルファロメオ        | 77   | 3:22:11.0           | 7        | 4 5      |
| 2    | 14 | アルゼンチンの旗 · イタリアの旗 | フロイラン・ゴンザレス アルベルト・アスカリ       | フェラーリ            | 77   | + 58.2              | 6        | 3        |
| 3    | 10 | イタリアの旗                    | ルイジ・ヴィッロレージ                            | フェラーリ            | 74   | + 3 Laps            | 4        | 4        |
| 4    | 26 | イギリスの旗                    | レグ・パーネル                                    | フェラーリ            | 73   | + 4 Laps            | 9        | 3        |
| 5    | 2  | イタリアの旗                    | ニーノ・ファリーナ                                | アルファロメオ        | 73   | + 4 Laps            | 2        | 2        |
| 6    | 42 | モナコの旗                      | ルイ・シロン                                      | タルボ・ラーゴ-タルボ | 71   | + 6 Laps            | 8        |          |
| 7    | 46 | フランスの旗                    | イブ・ジロー・カバントゥ                          | タルボ・ラーゴ-タルボ | 71   | + 6 Laps            | 11       |          |
| 8    | 44 | フランスの旗                    | ユージェン・シャブー                              | タルボ・ラーゴ-タルボ | 69   | + 8 Laps            | 14       |          |
| 9    | 48 | フランスの旗                    | ギ・メレッス                                      | タルボ・ラーゴ-タルボ | 66   | + 11 Laps           | 19       |          |
| 10   | 6  | イタリアの旗                    | コンサルボ・サネージ                              | アルファロメオ        | 58   | + 19 Laps           | 5        |          |
| 11   | 24 | アルゼンチンの旗 · イタリアの旗 | ファン・マヌエル・ファンジオ ルイジ・ファジオーリ | アルファロメオ        | 55   | + 22 Laps           | 1        |          |
| Ret  | 28 | ベルギーの旗                    | ジョニー・クレエ                                  | タルボ・ラーゴ-タルボ | 54   | アクシデント        | 12       |          |
| Ret  | 40 | フランスの旗                    | ルイ・ロジェ                                      | タルボ・ラーゴ-タルボ | 43   | トランスミッション  | 13       |          |
| Ret  | 38 | フランスの旗                    | フィリップ・エタンセラン                          | タルボ・ラーゴ-タルボ | 37   | エンジン            | 10       |          |
| Ret  | 36 | フランスの旗                    | アルド・ゴルディーニ                              | シムカ・ゴルディーニ  | 27   | エンジン            | 17       |          |
| Ret  | 20 | アメリカ合衆国の旗              | ハリー・シェル                                    | マセラティ            | 23   | オーバーヒート      | 22       |          |
| Ret  | 32 | フランスの旗                    | モーリス・トランティニアン                        | シムカ・ゴルディーニ  | 11   | エンジン            | 18       |          |
| Ret  | 12 | イタリアの旗                    | アルベルト・アスカリ                              | フェラーリ            | 10   | ギアボックス        | 3        |          |
| Ret  | 34 | フランスの旗                    | アンドレ・シモン                                  | シムカ・ゴルディーニ  | 7    | エンジン            | 21       |          |
| Ret  | 30 | フランスの旗                    | ロベール・マンヅォン                              | シムカ・ゴルディーニ  | 3    | エンジン            | 23       |          |
| Ret  | 50 | アルゼンチンの旗                | オノフレ・マリモン                                | マセラティ-ミラノ     | 2    | エンジン            | 15       |          |
| Ret  | 18 | スイスの旗                      | トゥーロ・デ・グラッフェンリート                  | マセラティ            | 1    | トランスミッション  | 16       |          |
| Ret  | 24 | イギリスの旗                    | ピーター・ホワイトヘッド                          | フェラーリ            | 1    | エンジン            | 20       |          |

## 注
- 車両共有：

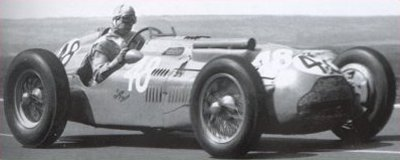
タルボ・ラーゴ・T26Cで9位に入ったギ・メレッス

  - #8：ファジオーリ（20周）、ファンジオ（57周）。1位のポイントは両名で分けられた（ファンジオはファステストラップを記録し、ボーナス1ポイントを得た）。
  - #14：ゴンザレス（35周）、アスカリ（42周）。2位のポイントは両名で分けられた。
  - #24：ファンジオ（15周）、ファジオーリ（40周）。ファジオーリがファンジオの車でレースに復帰した時点で、既に20周遅れであった。
- 本グランプリはヨーロッパグランプリとして開催された。
- 初優勝：ルイジ・ファジオーリ
- デビュー戦：アルド・ゴルディーニ、アンドレ・シモン、オノフレ・マリモン
- ファジオーリはグランプリで優勝した最高齢ドライバーである（53歳）。

## 第4戦終了時点でのランキング
|   | 順位 | ドライバー                   | ポイント |
| - | ---- | ---------------------------- | -------- |
| 1 | 1    | ファン・マヌエル・ファンジオ | 15       |
| 1 | 2    | ニーノ・ファリーナ           | 14       |
|   | 3    | リー・ウォラード             | 9        |
|   | 4    | アルベルト・アスカリ         | 9        |
| 2 | 5    | ルイジ・ヴィッロレージ       | 8        |

- 注：トップ5のみ表示。ベスト4戦のみがカウントされる。

## 参照
1. ↑  “What was the longest Grand Prix of them all?”. Ask Steven - ESPNF1.com. 2012年6月23日閲覧。
2. ↑  Lang, Mike (1981). Grand Prix! Vol 1. Haynes Publishing Group. pp. p31. ISBN 0-85429-276-4
3. ↑  “1951 French Grand Prix - Race Entries”.   manipef1.com. 2012年5月9日時点のオリジナルよりアーカイブ。2013年12月4日閲覧。
4. ↑  “1951 ACF GP - Entry List”.   chicanef1.com. 2013年12月4日閲覧。
5. 1 2 3  “French Grand Prix 1951 - Results”.  ESPN F1. 2014年1月9日閲覧。
6. ↑  “France 1951 - Result”.   statsf1.com. 2014年1月9日閲覧。
7. 1 2  “France 1951 - Race entrants”.   statsf1.com. 2014年1月9日閲覧。

Unless otherwise indicated, all race results are taken from “The Official Formula 1 website”. 2007年6月5日閲覧。
| 前戦 1951年ベルギーグランプリ     | FIA F1世界選手権 1951年シーズン   | 次戦 1951年イギリスグランプリ     |
| 前回開催 1950年フランスグランプリ | フランスグランプリ                | 次回開催 1952年フランスグランプリ |
| 前回開催 1950年イギリスグランプリ | ヨーロッパグランプリ (冠大会時代) | 次回開催 1952年ベルギーグランプリ |